# Harrish Ingraham
Harrish Ingraham (1881 – ?) fue un director y actor cinematográfico británico, activo en la época del cine mudo.

## Biografía
Nacido en Londres, Inglaterra, estudió en la Bedford Modern School y en la Universidad de Londres. Emigró a los Estados Unidos en 1902 para iniciar la carrera teatral. Desarrolló su carrera de cineasta en Hollywood, debutando como actor en 1913 con The Count's Will, un cortometraje producido por Pathé. Con esta compañía trabajó durante dos años, siendo después actor y director de Whitman Feature Company. En junio de 1916 se asoció con David Horsley, con el cual rodó títulos como "The Painted Lie", "Unlucky Jim", "The Morals of Men", "The Single Code", "The Eye of Envy" y "Heirs of Hate".

## Filmografía

### Actor
- The Count's Will (1913)
- The Miner's Destiny, de Fred E. Wright (1913)
- The Mad Sculptor (1913)
- The Merrill Murder Mystery (1913)
- The Smuggler (1913)
- A Yellow Streak (1913)
- A Scandinavian Scandal (1913)
- The Patched Adonis (1914)
- Broken Lives (1914)
- Victims of Vanity (1914)
- A Leech of Industry, de Oscar Apfel (1914)
- The Million Dollar Robbery, de Herbert Blaché (1914)
- The Toll of Love, de Martin Faust (1914)[4]
- Jane Eyre, de Martin Faust (1914)[5]
- Lena Rivers (1914)
- Jolts of Jealousy (1914)
- A Siren of the Jungle, de Charles Swickard (1916)
- For Her Good Name, de Robert Broadwell (1916)
- The Painted Lie, de Robert Broadwell, Harrish Ingraham y Crane Wilbur (1917)
- The Single Code, de Thomas Ricketts (1917)
- Unto the End, de Harrish Ingraham (1917)
- Blood of his fathers (1917)[4][6]
- Child of M'sieu, de Harrish Ingraham (1919)
- A Sagebrush Hamlet, de Joseph Franz (1919)

## Director
- The Painted Lie, codirigida con Robert Broadwell y Crane Wilbur (1917)
- The Eye of Envy (1917)
- The Blood of His Fathers
- Unto the End (1917)
- Child of M'sieu (1919)

### Guionista
- When Baby Forgot, de W. Eugene Moore (1917)